# Meyenheim
Meyenheim település Franciaországban, Haut-Rhin megyében. Lakosainak száma 2017 fő (2022. január 1.). Meyenheim Munwiller, Oberentzen, Hirtzfelden, Réguisheim, Merxheim és Gundolsheim községekkel határos.

## Népesség
A település népességének változása:
| Lakosok száma | 1470 | 1455 | 1474 | 1480 | 1655 | 1830 | 2005 | 2016 | 2017 |
|               | 2013 | 2015 | 2016 | 2017 | 2018 | 2019 | 2020 | 2021 | 2022 |